# فاگ (کالیفرنیا)
فاگ (به انگلیسی: Fagg) یک منطقهٔ مسکونی در ایالات متحده آمریکا است که در شهرستان مونتگومری، ویرجینیا واقع شده‌است. فاگ ۴۲۷٫۰۳ متر بالاتر از سطح دریا واقع شده‌است.